# 洛拉·杜埃尼亚斯
洛拉·杜埃尼亚斯（西班牙語：Lola Dueñas，1971年10月6日—），女，西班牙演员。曾获得2006年戛纳电影节最佳女演员奖。